# Výlet do Říma
Výlet do Říma (v anglickém originále When In Rome) je americký komediální film z roku 2002. Režie se ujal Steve Purcell a scénáře Michael Swerdlick. Hlavní role hrají Mary-Kate a Ashley Olsenovy. Film byl vydán na DVD dne 26. listopadu 2002.

## Obsazení
- Ashley Olsen jako Leila Hunter
- Mary-Kate Olsen jako Charlotte "Charlie" Hunter
- Michelangelo Tommaso jako Paolo
- Derek Lee Nixon jako Ryan
- Leslie Danon jako Jamie
- Julian Stone jako Derek Hammond
- Archie Kao jako Nobu
- Ilenia Lazzarin jako Dari
- Valentina Mattolini jako Heidi
- Matt Patresi jako pan Enrico Tortoni